# 福羽美静
福羽 美静（ふくば びせい（「よししず」とも）、天保2年7月17日（1831年8月24日） - 明治40年（1907年）8月14日）は、江戸時代後期の津和野藩士、国学者、歌人、また明治時代の子爵、貴族院議員、錦鶏間祗候。通称は「文三郎」、号は「木園」、「硯堂」。

## 経歴
出生から修学期
1831年(天保2年)、津和野藩士・福羽美質の長男として生まれた。幼少の頃に軽業（かるわざ、曲芸）師の真似をしようとして綱渡りをした際に誤って転落、腰部の関節を挫傷したために身長が伸びず、大人になっても5尺（約151.5cm）に満たなかったといわれる。父の友人から諭されて勉学に励み、1849年、19歳で藩校・養老館に入学して漢学や山鹿流兵学を学んだ。また荒木田守武の和歌に感銘を受け、歌道にも精進した。
津和野藩主亀井茲監の命を受け、嘉永6年（1853年）に京都に上り、大国隆正の門に入った。この際に国学思想の影響を受けて尊皇攘夷論に関心を抱き、次第に意を国事に用いるようになったとされる。安政4年（1857年）に帰藩し、養老館で教授を務めた。文久3年（1863年）、御所に召されて孝明天皇に近侍する。八月十八日の政変に際しては、七卿と共に西下し帰藩。藩主茲監に認められ、藩政刷新に尽くすところがあった。慶応2年（1866年）の第二次長州征伐時には、藩の方針を長州藩寄りにまとめた。
明治維新後
明治元年（1868年）、茲監が明治維新政府神祇官の要職につくに及び、徴士神祇事務局権判事となり、主に神祇制度確立に尽力した。翌1869年）、明治天皇の侍講、同年大学御用掛となった。1870年より神祇大福。1872年に教部大輔となったが、福羽の「外国の長所を取り入れるべきだ」との意見に反対意見が続出したため免官され、宮内省歌道文学御用掛となった。
1876年に国憲調査委員に任命された。1879年、東京学士会会員に選出された。1880年に文部省御用掛、1885年に元老院議官となり、1887年には子爵を授爵した。この間、1880年から翌年まで、東京女子師範学校摂理（校長）を務めた。
1890年7月10日、貴族院子爵議員に選出された。同年10月20日、錦鶏間祗候となった。その後、貴族院議員を明治30年（1897年）7月10日まで務めた。

## 栄典
位階
- 1885年（明治18年）10月1日 - 正四位[3]
- 1886年（明治19年）10月20日 - 従三位[4]
- 1894年（明治27年）5月21日 - 正三位[5]
- 1904年（明治37年）3月25日 - 従二位[6]
- 1907年（明治40年）8月14日 - 正二位[7]

勲章等
- 1887年（明治20年）5月9日 - 子爵[8]
- 1904年（明治37年）3月25日 - 勲一等瑞宝章[6]
- 1907年（明治40年）8月14日 - 旭日大綬章[7]

## 家族・親族
- 父：福羽美質は津和野藩士。
- 養嗣子： 福羽逸人 は園芸・造園家で、農学博士。子爵で、宮中顧問官を務めた。

## エピソード
- 明治天皇が京都より東京へ行幸（東京奠都）する際、伊勢神宮より早馬が到着して｢神宮の鳥居が倒れた、御神意は天皇の行幸に反対なのでは｣という連絡を受けたが、福羽は｢人が作ったものなら倒れるのも当然じゃないか｣と相手にしなかった。他の国学者、神祇官僚とは一線を画した福羽の合理的精神の一端と言われる。